# Verrucaria norrlandica
Verrucaria norrlandica är en lavart som först beskrevs av H.Magn., och fick sitt nu gällande namn av Rolf Santesson. Verrucaria norrlandica ingår i släktet Verrucaria, och familjen Verrucariaceae. Arten är reproducerande i Sverige.